# Merionoeda fulvonotata
Merionoeda fulvonotata är en skalbaggsart som beskrevs av Nonfried 1894. Merionoeda fulvonotata ingår i släktet Merionoeda och familjen långhorningar. Inga underarter finns listade i Catalogue of Life.